# Chaetomitrium
Chaetomitrium är ett släkte av bladmossor. Chaetomitrium ingår i familjen Hookeriaceae.

## Dottertaxa tillChaetomitrium, i alfabetisk ordning[1]
- Chaetomitrium acanthocarpum
- Chaetomitrium aneitense
- Chaetomitrium auriculatum
- Chaetomitrium beccarii
- Chaetomitrium borbonicum
- Chaetomitrium borneense
- Chaetomitrium brassii
- Chaetomitrium callichrous
- Chaetomitrium ciliatum
- Chaetomitrium comorense
- Chaetomitrium confertum
- Chaetomitrium ctenidioides
- Chaetomitrium darnaedii
- Chaetomitrium densum
- Chaetomitrium depressum
- Chaetomitrium dusenii
- Chaetomitrium elegans
- Chaetomitrium elmeri
- Chaetomitrium elongatum
- Chaetomitrium fimbriatum
- Chaetomitrium friedense
- Chaetomitrium frondosum
- Chaetomitrium hebridense
- Chaetomitrium horridulum
- Chaetomitrium integrifolium
- Chaetomitrium laevifolium
- Chaetomitrium laevisetum
- Chaetomitrium lanceolatum
- Chaetomitrium lancifolium
- Chaetomitrium lauterbachii
- Chaetomitrium leptopoma
- Chaetomitrium macrohystrix
- Chaetomitrium madangense
- Chaetomitrium maryatii
- Chaetomitrium nanohystrix
- Chaetomitrium nervosum
- Chaetomitrium orthorrhynchum
- Chaetomitrium paleatum
- Chaetomitrium papillifolium
- Chaetomitrium perakense
- Chaetomitrium perarmatum
- Chaetomitrium perlaeve
- Chaetomitrium philippinense
- Chaetomitrium poecilophyllum
- Chaetomitrium pseudoelongatum
- Chaetomitrium recurvifolium
- Chaetomitrium robbinsii
- Chaetomitrium roemeri
- Chaetomitrium schofieldii
- Chaetomitrium seramense
- Chaetomitrium setosum
- Chaetomitrium sikkimense
- Chaetomitrium smithii
- Chaetomitrium speciosum
- Chaetomitrium spinosum
- Chaetomitrium sublaevisetum
- Chaetomitrium tahitense
- Chaetomitrium torquescens
- Chaetomitrium warburgii
- Chaetomitrium weberi
- Chaetomitrium werneri
- Chaetomitrium wheeleri
- Chaetomitrium volutum
- Chaetomitrium vrieseanum